# Süddeutsche Fußballmeisterschaft 1902/03
Die süddeutsche Fußballmeisterschaft 1902/03 gewann zum dritten Mal in Folge der Karlsruher FV. Damit war der KFV für die sich anschließende erste Endrunde um die deutsche Meisterschaft 1903 qualifiziert, trat dort aber kurioserweise kein einziges Mal zu einem Spiel an. Die Endrundenspiele des Verbandes Süddeutscher Fußball-Vereine fanden ab Mitte Oktober statt und wurden bereits im Dezember 1902 abgeschlossen. Sowohl auf regionaler als auch auf Verbandsebene wurden die Meister mit wenigen Ausnahmen im Pokalmodus ermittelt. Die Zuordnung der ausgetragenen Spiele zu lokalen Wettbewerben oder zu offiziellen Endrundenspielen des süddeutschen Verbandes ist aufgrund der schlechten Quellenlage nicht immer eindeutig.

## Modus
Ein organisierter Ligaspielbetrieb wurde vom VSFV erst in der Folgesaison 1903/04 eingerichtet. Die Teilnehmer an der süddeutschen Endrunde bis einschließlich der Runde 1902/03 wurden in der Regel ebenfalls durch Ausscheidungsspiele ermittelt, wobei die Quellenlage hierfür regional höchst unterschiedlich ist. Immerhin liegen für diese Spielzeit deutlich mehr Ergebnisse vor als für die Vorjahre, was zum einen auf die eine höhere Teilnehmerzahl, zum anderen auf häufigere Berichterstattung in den Zeitungen, insbesondere im Rhein-Main-Gebiet (und hier insbesondere die Frankfurter Zeitung) zurückzuführen ist. Es lässt sich allerdings bei manchen Spielen nicht zweifelsfrei feststellen, ob diese im Rahmen der süddeutschen Endrunde ausgetragen wurden, ob es sich um eine regionale Meisterschaft bzw. um regionale Vorausscheidungsspiele, oder sogar lediglich um Freundschaftsspiele gehandelt hat. Nachfolgend aufgeführte Spiele werden, soweit nicht anders angegeben, in der Literatur den ersten Runden der süddeutschen Meisterschaft zugerechnet. Die regionale Einteilung dient lediglich der Übersicht und entspricht in etwa der späteren offiziellen Aufteilung des Verbandsgebietes.

## Endrunde (1. Runde bis 3. Runde)

### Main
Der 1. Hanauer FC 1893 war der erfolgreichste Verein und erreichte das Finale. In Frankfurt wurde weiterhin eine Meisterschaft des Frankfurter Association Bunds ausgespielt und vom Frankfurter FC Victoria 1899 gewonnen, die aber nicht als Qualifikation zur süddeutschen Endrunde diente.

#### 1. Runde
| 12. Oktober 1902                 | 12. Oktober 1902 | 12. Oktober 1902              | 12. Oktober 1902 | 12. Oktober 1902 |
| -------------------------------- | ---------------- | ----------------------------- | ---------------- | ---------------- |
| Bockenheimer FC Germania 1901    | 3:2              | Bockenheimer FC Amicitia 1901 | Bockenheim       |                  |
| Offenbacher FC Germania 1900     | 2:0              | Offenbacher FC Melitia 1900   | Offenbach        |                  |
| Aschaffenburger FC Viktoria 1901 | 1:0              | Offenbacher FC 1899           | Aschaffenburg    |                  |
| FSV Frankfurt                    | 3:1              | 1. Wiesbadener FC 1901        | Frankfurt        |                  |
| Frankfurter FC Victoria 1899     | 3:0              | Offenbacher FC Kickers 1901   | Frankfurt        |                  |
| 1. Hanauer FC 1893               | 2:0              | Frankfurter FC Germania 1894  | Hanau            |                  |
| FC Viktoria 1894 Hanau           | 3:0              | Hanauer FG 1899               | Hanau            |                  |

#### 2. Runde
| 19. Oktober 1902             | 19. Oktober 1902 | 19. Oktober 1902                 | 19. Oktober 1902 | 19. Oktober 1902 |
| ---------------------------- | ---------------- | -------------------------------- | ---------------- | ---------------- |
| Frankfurter FC 1899-Kickers  | 4:2              | Bockenheimer FC Germania 1901    | Frankfurt        |                  |
| Frankfurter FC Hermannia     | 7:0              | Offenbacher FC Germania 1900     | Frankfurt        |                  |
| Bockenheimer FVgg 1901       | 7:1              | Aschaffenburger FC Viktoria 1901 | Bockenheim       |                  |
| 26. Oktober 1902             |                  |                                  |                  |                  |
| Frankfurter FC Victoria 1899 | 2:0              | FC Viktoria 1894 Hanau           | Frankfurt        |                  |
| 1. Hanauer FC 1893           | 6:3              | FSV Frankfurt                    | Hanau            |                  |

#### 3. Runde
| 2. November 1902         | 2. November 1902 | 2. November 1902             | 2. November 1902 | 2. November 1902 |
| ------------------------ | ---------------- | ---------------------------- | ---------------- | ---------------- |
| Frankfurter FC Hermannia | 3:2              | Bockenheimer FVgg 1901       | Frankfurt        |                  |
| 1. Hanauer FC 1893       | 3:2              | Frankfurter FC Victoria 1899 | Hanau 1          |                  |

### Pfalz, Neckar, Mittelrhein
Der einzig bekannte teilnehmende Verein aus Mannheim ist die Mannheimer FG 1896, die erst in der 5. Runde in die Meisterschaft eingreifen sollte, sich aber vor dem Spiel bereits wieder zurückzog und verzichtete.
In der Pfalz wurde im Oktober eine inoffizielle Meisterschaft ausgespielt und vom FC Palatia Kaiserslautern gewonnen. Ein organisierter Spielbetrieb wurde erst im Jahr 1903 im Verband Pfälzer Vereine für Bewegungsspiele eingerichtet.

### Schwaben, Baden und Elsass
Der Karlsruher FV wurde mit nur drei ausgetragenen Spielen Süddeutscher Meister. Die Stuttgarter Kickers gewannen im Bezirk Württemberg erneut die Meisterschaft und erreichten bei der süddeutschen Endrunde das Halbfinale.

#### 1. Runde
| 12. Oktober 1902     | 12. Oktober 1902 | 12. Oktober 1902          | 12. Oktober 1902                  | 12. Oktober 1902 |
| -------------------- | ---------------- | ------------------------- | --------------------------------- | ---------------- |
| Stuttgarter Kickers  | 4:3              | Süddeutscher FC Stuttgart | Stuttgart, Halbfinale Württemberg |                  |
| Straßburger FV       | 7:0              | Straßburger FC Donar      | Straßburg                         |                  |
| 19. Oktober 1902     |                  |                           |                                   |                  |
| Karlsruher FC Phönix | 6:5              | 1. FC Pforzheim           | Karlsruhe                         |                  |

#### 2. Runde
| 19. Oktober 1902    | 19. Oktober 1902 | 19. Oktober 1902     | 19. Oktober 1902              | 19. Oktober 1902 |
| ------------------- | ---------------- | -------------------- | ----------------------------- | ---------------- |
| Stuttgarter Kickers | 7:0              | Stuttgarter FC 1894  | Stuttgart, Finale Württemberg |                  |
| 2. November 1902    |                  |                      |                               |                  |
| Straßburger FV      | 5:3              | Freiburger FC        | Straßburg                     |                  |
| 9. November 1902    |                  |                      |                               |                  |
| Karlsruher FV       | 2:0              | Karlsruher FC Phönix | Karlsruhe                     |                  |

#### 3. Runde
| 26. Oktober 1902    | 26. Oktober 1902 | 26. Oktober 1902     | 26. Oktober 1902           | 26. Oktober 1902 |
| ------------------- | ---------------- | -------------------- | -------------------------- | ---------------- |
| Stuttgarter Kickers | 11:0             | FA des Privat TV Ulm | Stuttgart, Finale Schwaben |                  |
| 16. November 1902   |                  |                      |                            |                  |
| Karlsruher FV       | 1X:0 1           | Straßburger FV       | Karlsruhe                  |                  |

### Bayern
Der FC Bayern München gewinnt erneut den Bayern-Pokal. Es sind bei der süddeutschen Endrunde insgesamt nur drei Spiele mit bayrischen Mannschaften bekannt.

#### 1. Runde
| 12. Oktober 1902        | 12. Oktober 1902 | 12. Oktober 1902    | 12. Oktober 1902 | 12. Oktober 1902 |
| ----------------------- | ---------------- | ------------------- | ---------------- | ---------------- |
| FC Bavaria 1899 München | 16:0             | 1. Münchner FC 1896 | München          |                  |

#### 2. Runde
| 26. Oktober 1902  | 26. Oktober 1902 | 26. Oktober 1902        | 26. Oktober 1902 | 26. Oktober 1902 |
| ----------------- | ---------------- | ----------------------- | ---------------- | ---------------- |
| FC Bayern München | 19:3 1           | FC Bavaria 1899 München | München          |                  |

#### 3. Runde
Es sind keine Spiele mit bayrischen Vereinen bekannt.

## Endrunde (4. Runde bis Finale)

### 4. Runde
| 2. November 1902            | 2. November 1902 | 2. November 1902         | 2. November 1902    | 2. November 1902 |
| --------------------------- | ---------------- | ------------------------ | ------------------- | ---------------- |
| Stuttgarter Kickers         | 4:1              | FC Bayern München        | Ulm                 |                  |
| 9. November 1902            |                  |                          |                     |                  |
| Frankfurter FC 1899-Kickers | 3:0              | Frankfurter FC Hermannia | Sportplatz Prüfling |                  |

### 5. Runde
| 16. November 1902 | 16. November 1902 | 16. November 1902           | 16. November 1902 | 16. November 1902 |
| ----------------- | ----------------- | --------------------------- | ----------------- | ----------------- |
| Darmstädter FC    | 3:2               | Frankfurter FC 1899-Kickers | Darmstadt         |                   |
| 23. November 1902 |                   |                             |                   |                   |
| Karlsruher FV     | 1X:0 1            | Mannheimer FG 1896          | Karlsruhe         |                   |

### Halbfinale
| 30. November 1902  | 30. November 1902 | 30. November 1902   | 30. November 1902 | 30. November 1902 |
| ------------------ | ----------------- | ------------------- | ----------------- | ----------------- |
| 1. Hanauer FC 1893 | 2:1               | Darmstädter FC      | Frankfurt         |                   |
| Karlsruher FV      | 7:0               | Stuttgarter Kickers | Karlsruhe         |                   |

### Finale
| 7. Dezember 1902 | 7. Dezember 1902 | 7. Dezember 1902   | 7. Dezember 1902 | 7. Dezember 1902 |
| ---------------- | ---------------- | ------------------ | ---------------- | ---------------- |
| Karlsruher FV    | 5:2              | 1. Hanauer FC 1893 | Darmstadt        |                  |

KFV: Wilhelm Langer – Erwin Schricker, A. Holdermann – Hefner, Schwarze, Albert Alterheim – O. Roth, Louis Heck, Julius Zinser, Rudolf Wetzler, Fritz Langer.
In der sich anschließenden ersten Endrunde um die deutsche Meisterschaft hätte der Karlsruher FV in München gegen den DFC Prag antreten sollen. Die Prager legten gegen diese Ansetzung aber Widerspruch ein, dem stattgegeben und die Begegnung in Leipzig – nunmehr als Halbfinale – neu angesetzt wurde. Kurz vor der Abreise nach Sachsen erreichte den KFV ein Telegramm, nach dem das Spiel erneut abgesagt sei. Die Karlsruher reisten daraufhin nicht an. Das Telegramm war eine Fälschung, der Deutsche Fußball-Bund disqualifizierte daraufhin den KFV wegen Nichtantretens. Die Verantwortlichen hätten sich den Wahrheitsgehalt der Nachricht durch Rückfrage beim DFB bestätigen lassen müssen, lautete die Antwort auf die Proteste der Karlsruher. Der KFV schied damit aus dem Meisterschaftswettbewerb aus, ohne ein Spiel absolviert zu haben. Der DFC Prag unterlag im Finale dem VfB Leipzig.